# Păltiniș, Sibiu
Păltiniș (în germană Hohe Rinne) este o localitate componentă a municipiului Sibiu din județul Sibiu, Transilvania, România.

## Istoric
Apariția stațiunii Păltiniș s-a datorat dorinței manifestate în anii '80 și '90 ai secolului al XIX-lea de către o serie de personalități  de a se înființa o stațiune climaterică în munții din apropierea Sibiului.
Arealul montan din preajma Sibiului prezintă o serie de caracteristici geografice și climatice favorabile, care îl recomandau încă de atunci ca foarte propice pentru activitățile turistice. O multitudine de drumuri și cărări urcă pe văile apelor și pe culmi netezi, cu pante domoale.
Inițiativa înființării unei stațiuni montane lângă Sibiu a fost lansată public la 27 martie 1885 de către un membru al Asociației Carpatine din Ardeal, medicul militar de regiment Julius Pildner von Steinburg. În același an, împăratul Franz Josef a dat un semnal favorabil pentru această inițiativă, prin donarea din partea sa și a prințului moștenitor Franz Ferdinand a unei sume de 300 de guldeni.
Alegerea locului de amplasament a revenit unei comisii special înființate de secțiunea Sibiu a S.K.V. Au fost evaluate succesiv Valea Bâlea, zona Surul, Crințul Săliștei, Prejba, Șanta, Dușul și Bistra. În 1890, după cinci ani de căutări, propunerea care s-a dovedit benefică a fost făcută de Gustav Conrad, pădurarul-șef de circumscripție al comunei Cristian de lângă Sibiu. Lângă vâlceaua aleasă de el ieșea la suprafață un izvor, al cărui nume dat de locuitorii de limbă germană ai Cristianului era Jgheabul de sus. Acest izvor a fost prin urmare cel care a dat numele german al viitoarei stațiuni, așa cum vârful muntos din apropiere i l-a dat pe cel românesc: „Păltiniș”.
După ce s-a încheiat contractul cu comuna Cristian, proprietara terenului ales, s-a trecut la construcția Casei de Cură Păltiniș, începând cu primăvara anului 1892. Doi ani mai târziu au fost încheiate lucrările realizate după un model arhitectural tirolez specific cabanelor alpine din sudul Austriei. Un rol decisiv pentru ducerea la bun sfârșit a construcțiilor din anii 1892-1894 l-a avut primul președinte la nivel național  avocatul dr. Carl Conrad din Sibiu. Festivitatea de inaugurare a Casei de Cură Păltiniș a avut loc pe data de 10 iunie 1894.
În următorii zece ani s-au construit și au fost date în folosință: Casa Turiștilor (1895), Vila "Monaco" (1897), Casa Medicilor și Sanatoriul Militar (1898) și au fost amenajate primele drumuri de plimbare din stațiune și împrejurimi. La începutul secolului al XX-lea a fost amenajată și colonia de vară Șanta și tot atunci s-a trecut la construcția drumului între Rășinari și Păltiniș (1899-1902). Prima cale de acces spre Păltiniș era tributară vechilor drumuri din teritoriul comunei Cristian și presupunea un important ocol pentru vizitatorii veniți din Sibiu. Drumul greu și abrupt făcea imposibilă utilizarea altor mijloace de transport decât inconfortabilele căruțe țărănești, determinând în consecință o accesibilitate redusă a stațiunii în condițiile unui public din ce în ce mai deprins cu facilitățile oferite de alte obiective turistice din Europa.
Anul 1904 a fost unul de bilanț pentru Păltiniș, după primul său deceniu. Cu 199 oaspeți, la Kurhaus s-a depășit afluența din 1903, certificând încă o dată atractivitatea crescândă a stațiunii. 429 de turiști au ocupat spații de cazare în cursul sezonului de vară, ridicând afluența globală la un nivel care i-a încântat până și pe cei mai sceptici: Păltinișul depășise stadiul de proiect aflat la începuturile sale și se îndrepta spre o perioadă de împlinire ce avea să se extindă până la Primul Război Mondial. La 7 iulie 1904 s-a inaugurat traseul prin Cheile Cibinului, având loc cu acest prilej o mică festivitate. Noul drum prin romantica Vale a Cibinului, continuându-l pe cel prin Valea Dănesei, avea să devină un loc predilect de plimbare pentru oaspeții Păltinișului mai puțin deprinși cu excursiile în munți sau a căror sănătate nu le permitea să abordeze ascensiuni înspre Oncești, Muncel sau mai departe, către Iezerele Cindrelului. Data de 1 iunie 1904 a marcat  racordarea la rețeaua telefonică a Comitatului Sibiu, ceea ce însemna un real factor de progres în comunicarea dintre vizitatori și cei rămași acasă. Toate aceste nu ar fi fost posibile doar în baza veniturilor proprii ale Sanatoriului. Sprijinul instituțiilor bancare săsești a jucat un rol crucial și înainte și după anul 1900. În 1905 stațiunea devenise "Perla Coroanei" .spunea:
Un capitol extrem de important din primele decenii de existență ale stațiunii Păltiniș a fost Poșta Locală. Serviciul de curier poștal, activ între anii 1894 și 1939, a constituit poșta locală turistică cu activitatea cea mai îndelungată din întreaga Europă! Evoluția legăturilor poștale cu localitățile "din vale" a fost indisolubil legată de dinamica însăși a stațiunii. În 1894 și în anii imediat următori, mijloacele de transport care legau Păltinișul de localitățile apropiate erau în special trăsuri sau căruțe special amenajate, care se puteau închiria din Sibiu sau Cristian. Traseul lor spre Hohe Rinne trecea prin Cristian, pe lângă Gura Râului și apoi peste Comanda Poplăcii și Vălare, până în stațiune. Prin urmare, între 1894 și 1907 Cristianul a fost oficiul poștal de stat unde curierul local preda trimiterile aduse din stațiune și de unde le prelua pe cele sosite pentru Hohe Rinne. Începând cu 1908 au început și rutele alternative pentru transporturile poștale din stațiune, respectiv Orlat și Rășinari.

## Personalități
Este locul unde Constantin Noica și-a petrecut ultimii ani din viața și unde a înființat Școala de la Păltiniș.

## Imagini

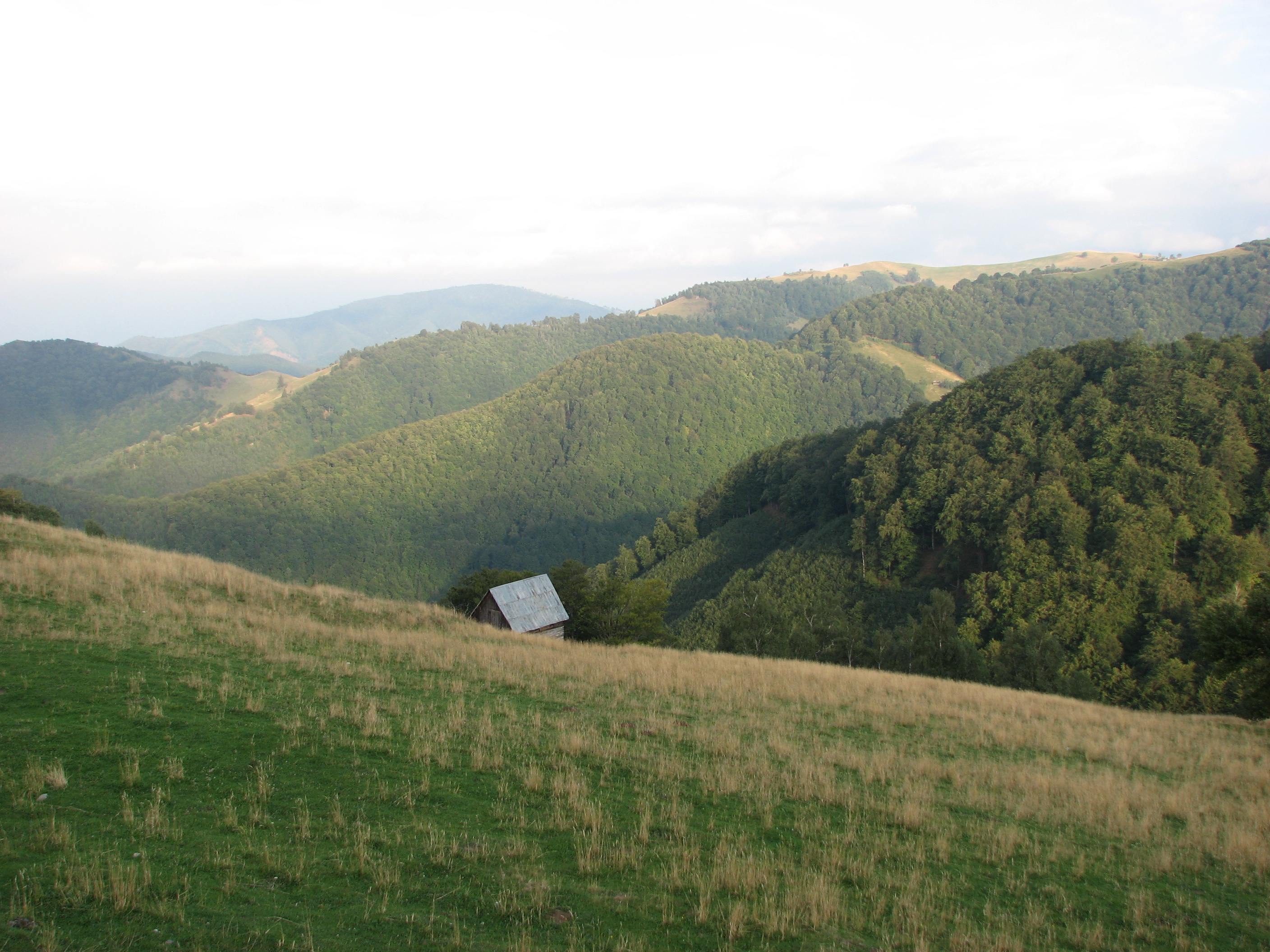
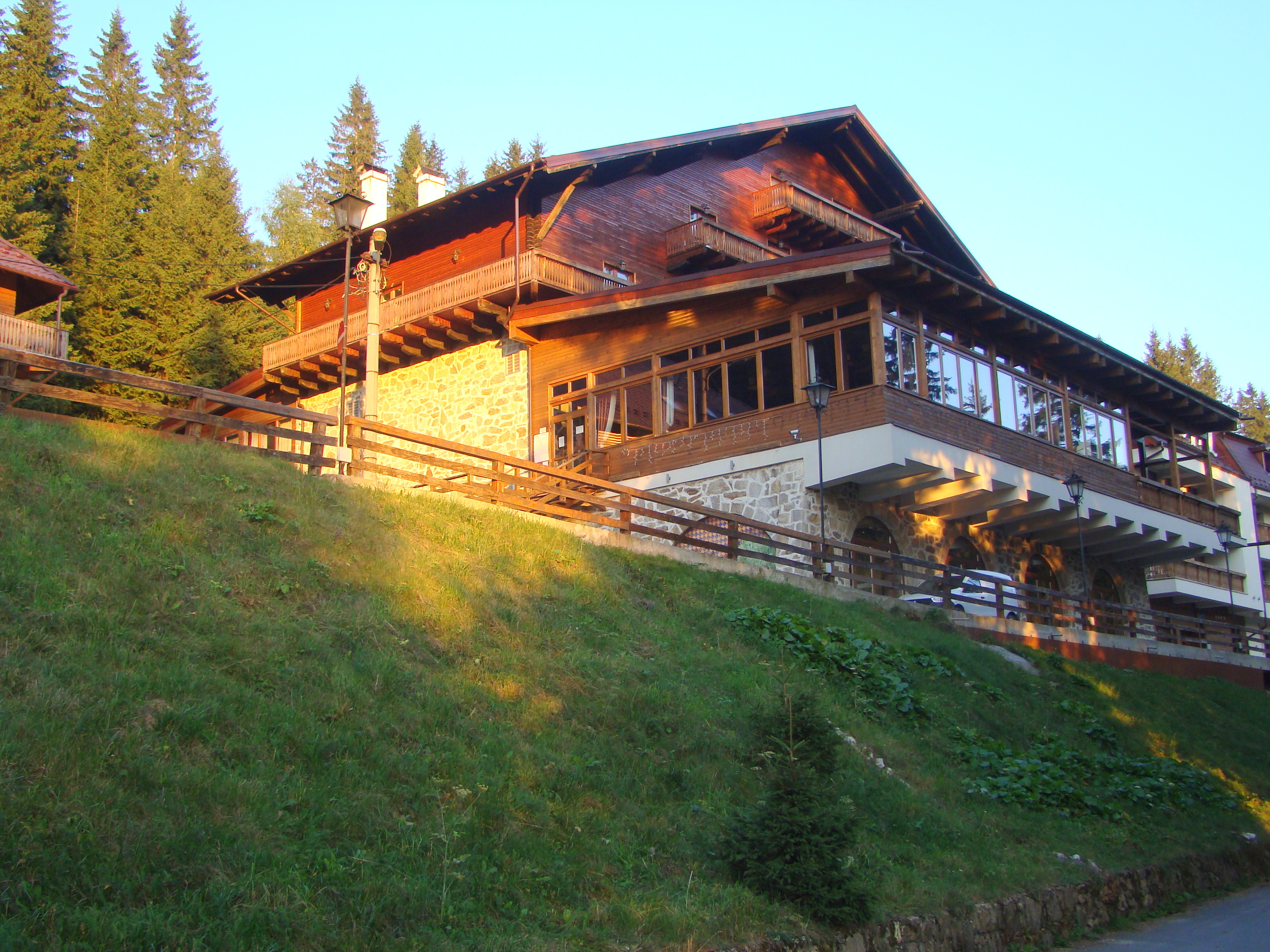
Hohe Rinne Păltiniș
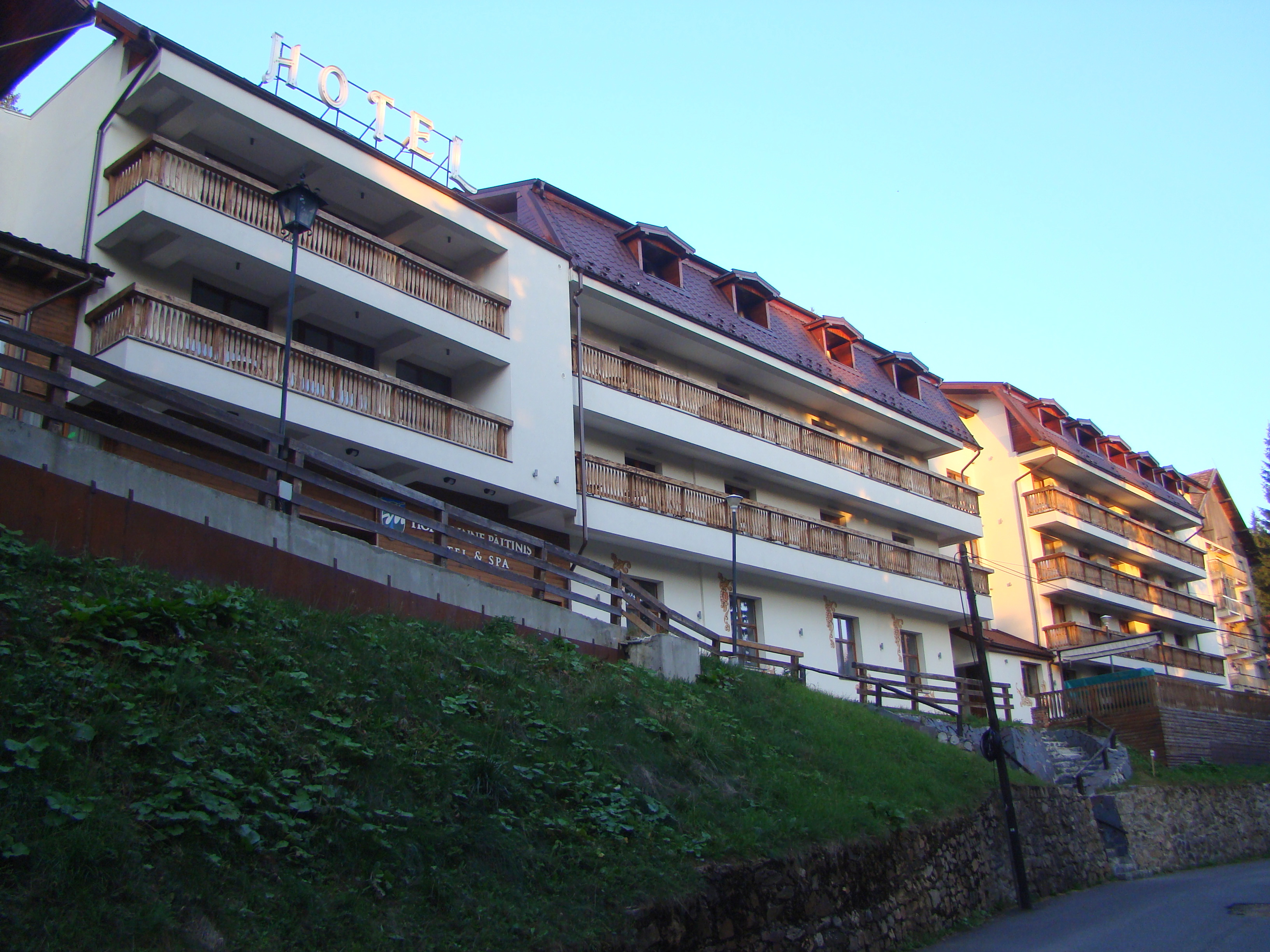
Hohe Rinne Păltiniș
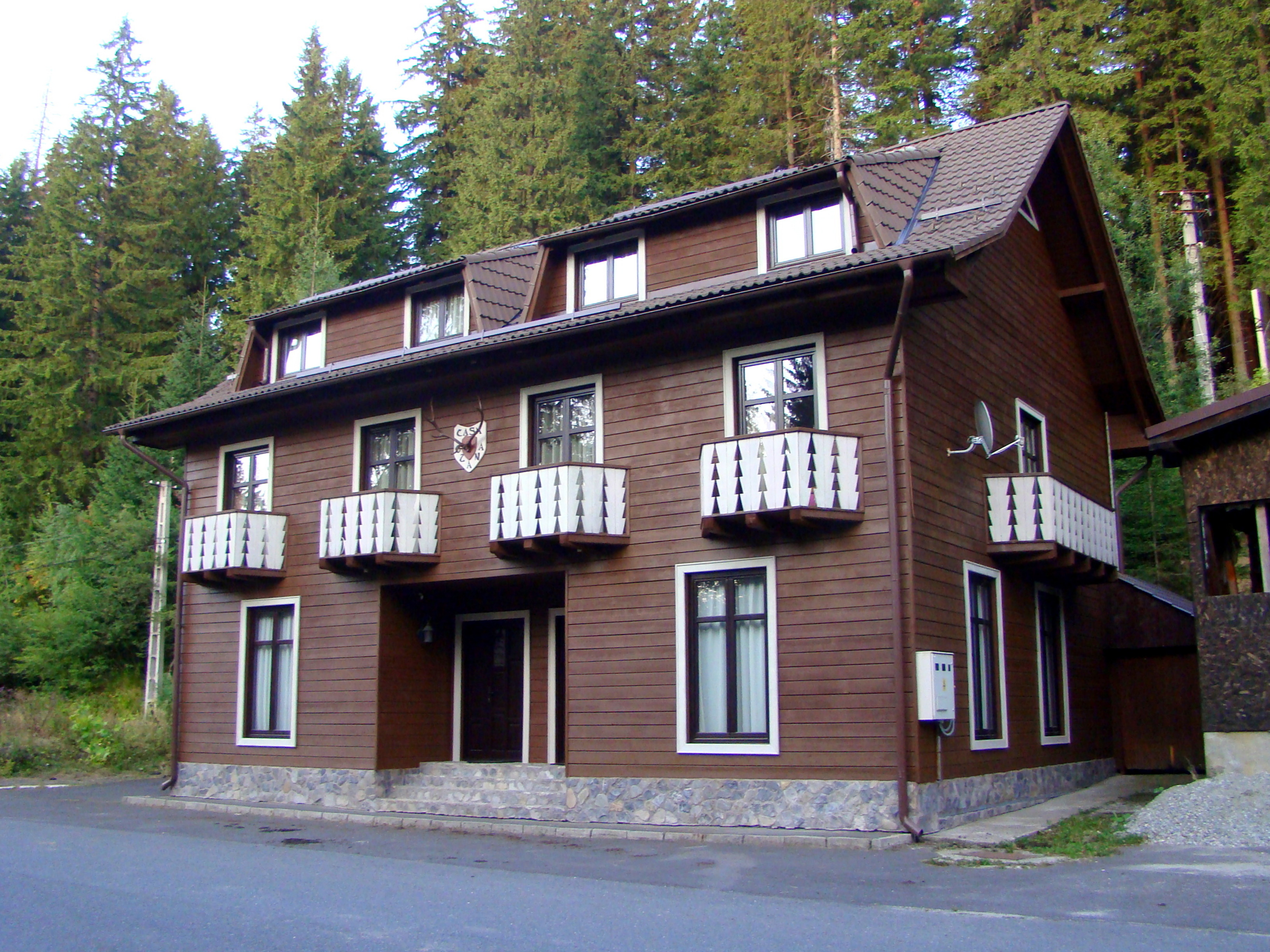
Casa Ozana
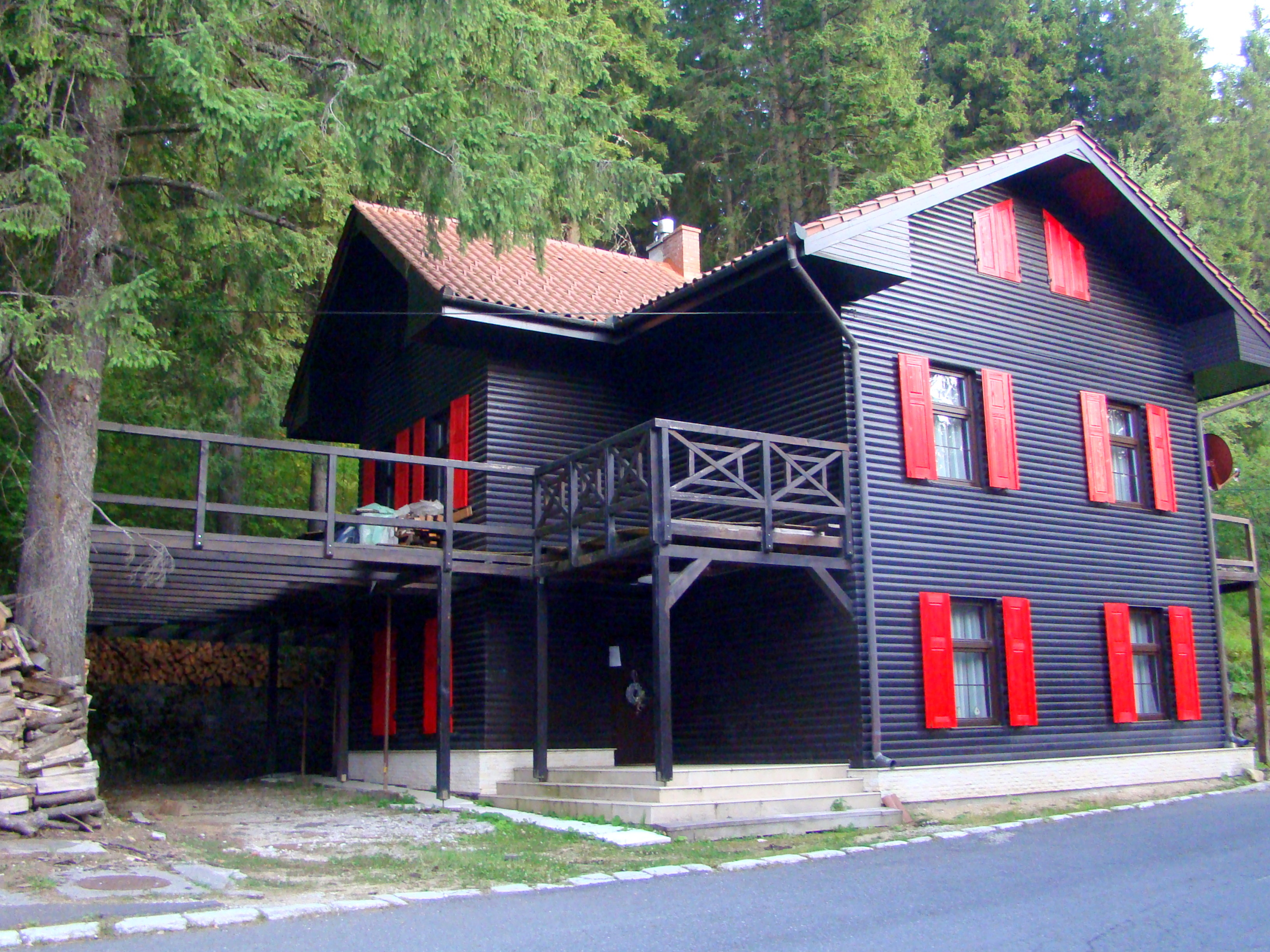
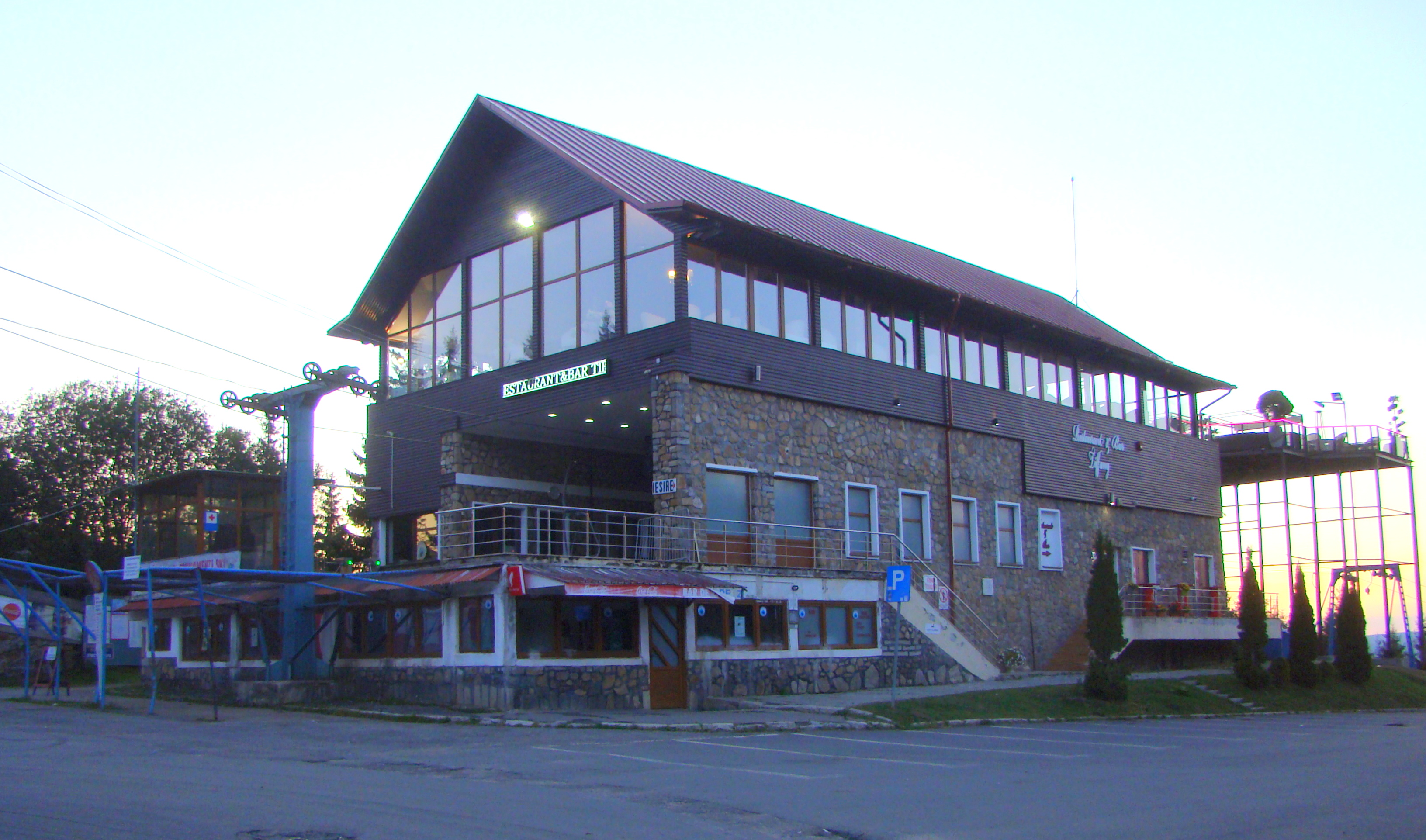
Telescaun Păltiniș
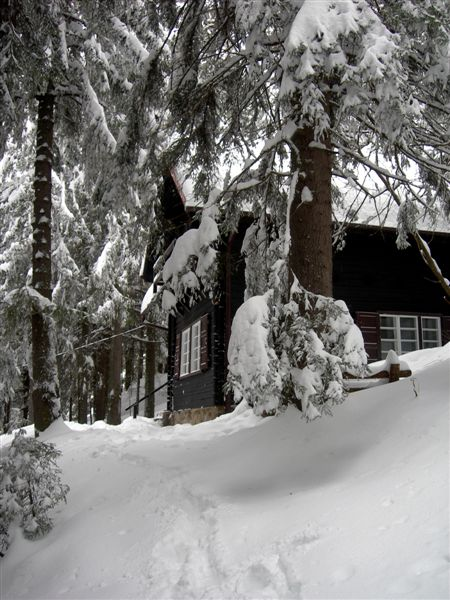
Păltiniș (cabana Noica)
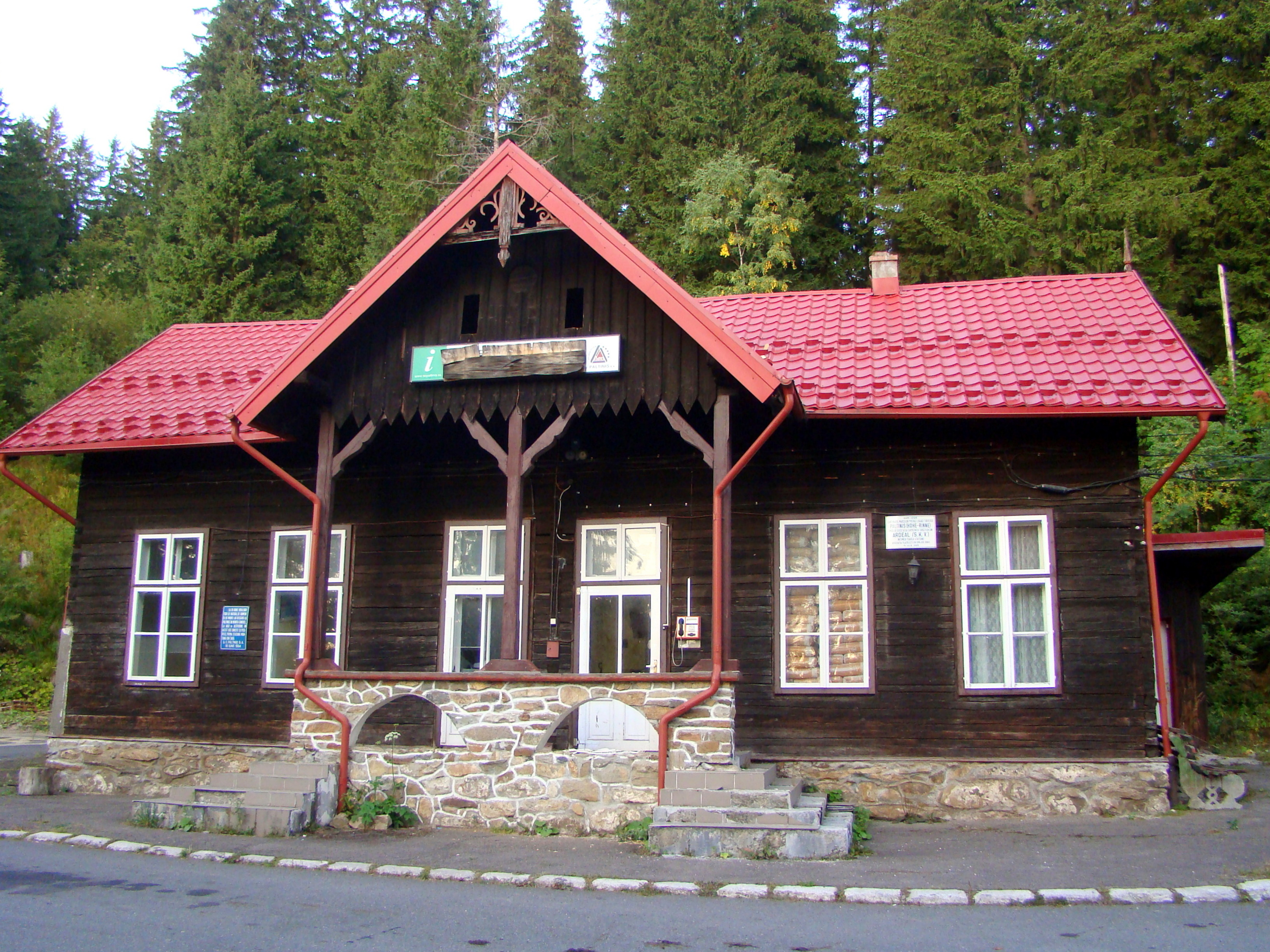
Vilă de lemn (monument istoric)
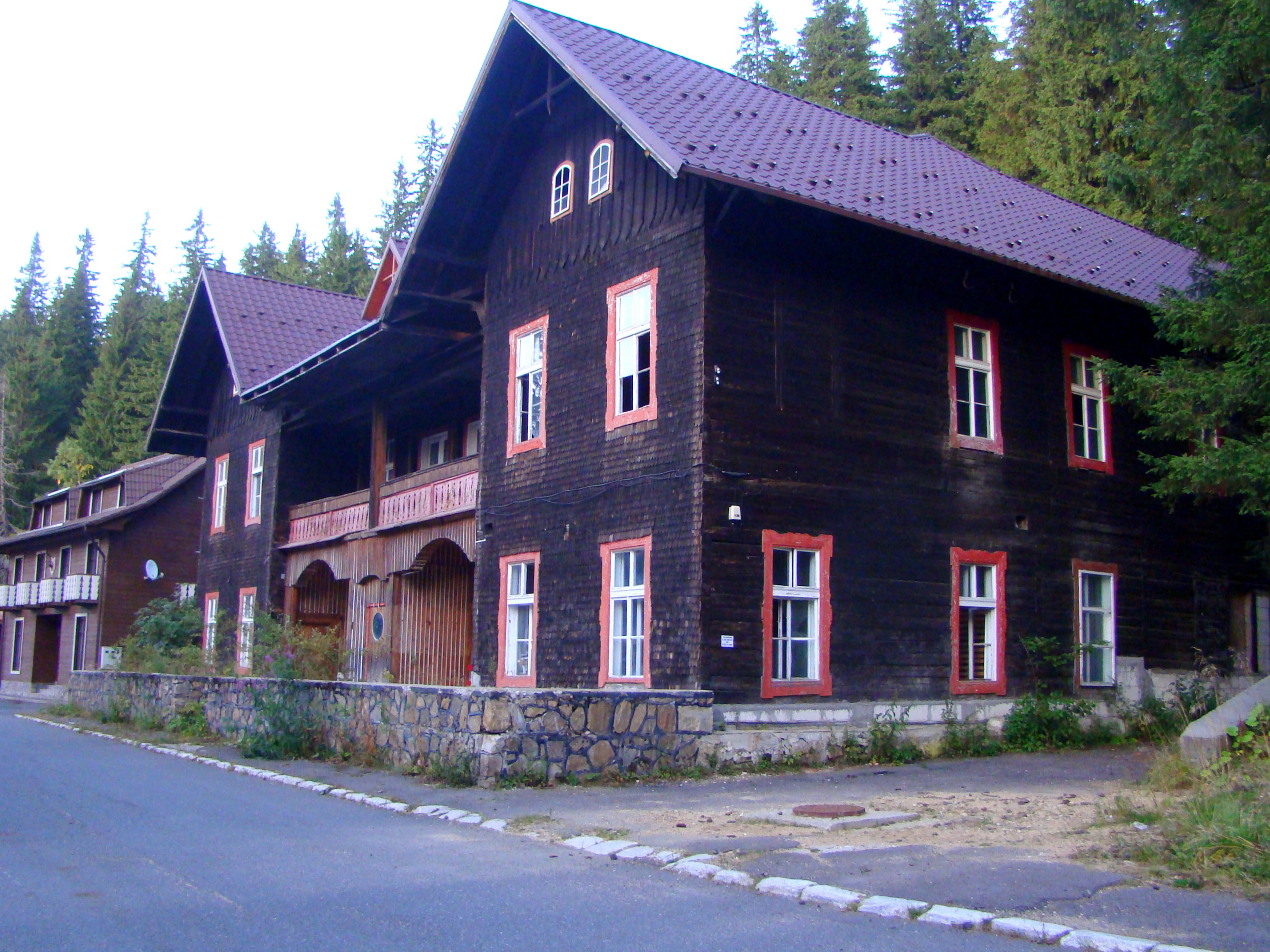
Vilă de lemn (monument istoric)
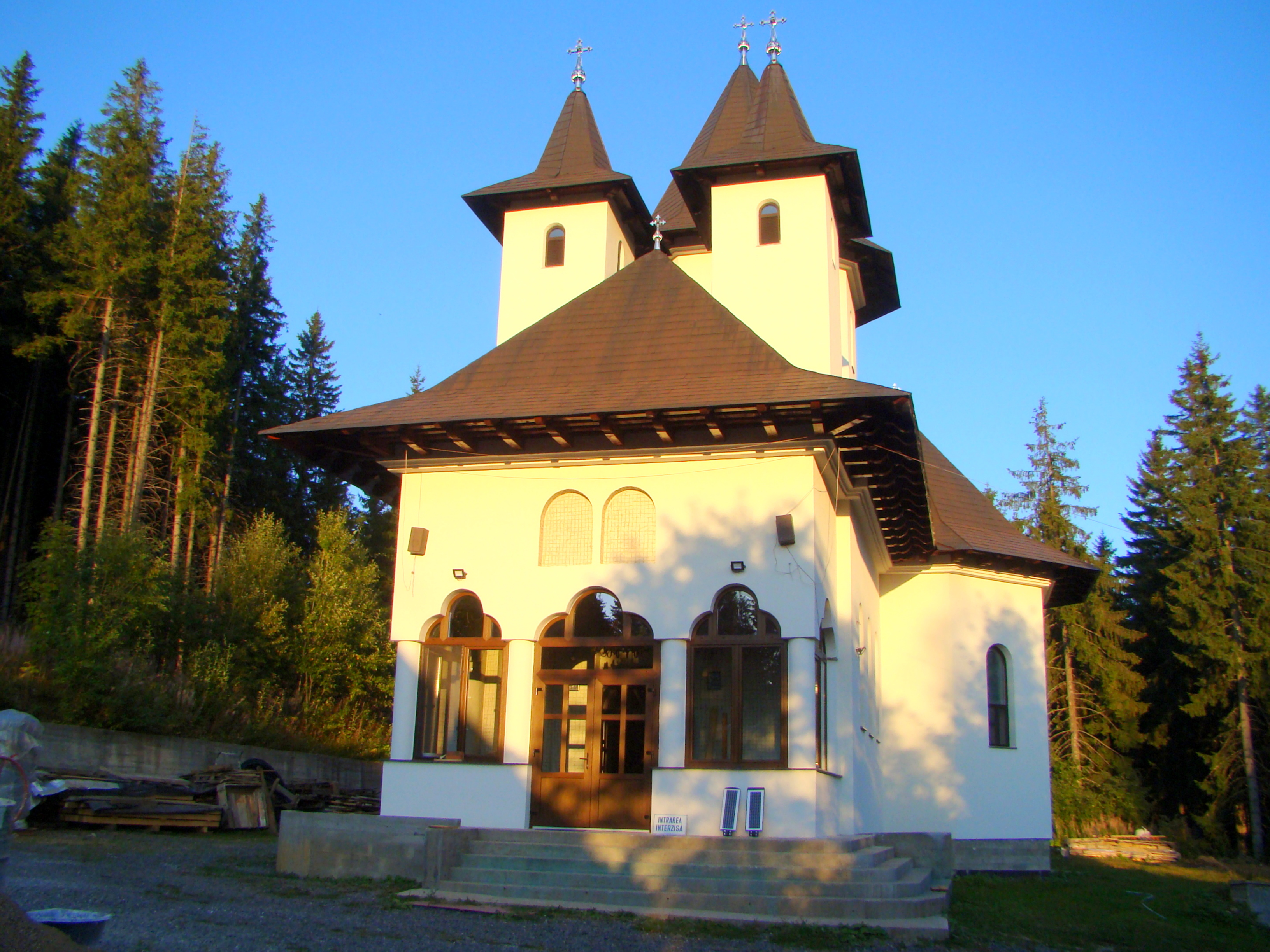
Biserica nouă a schitului Păltiniș
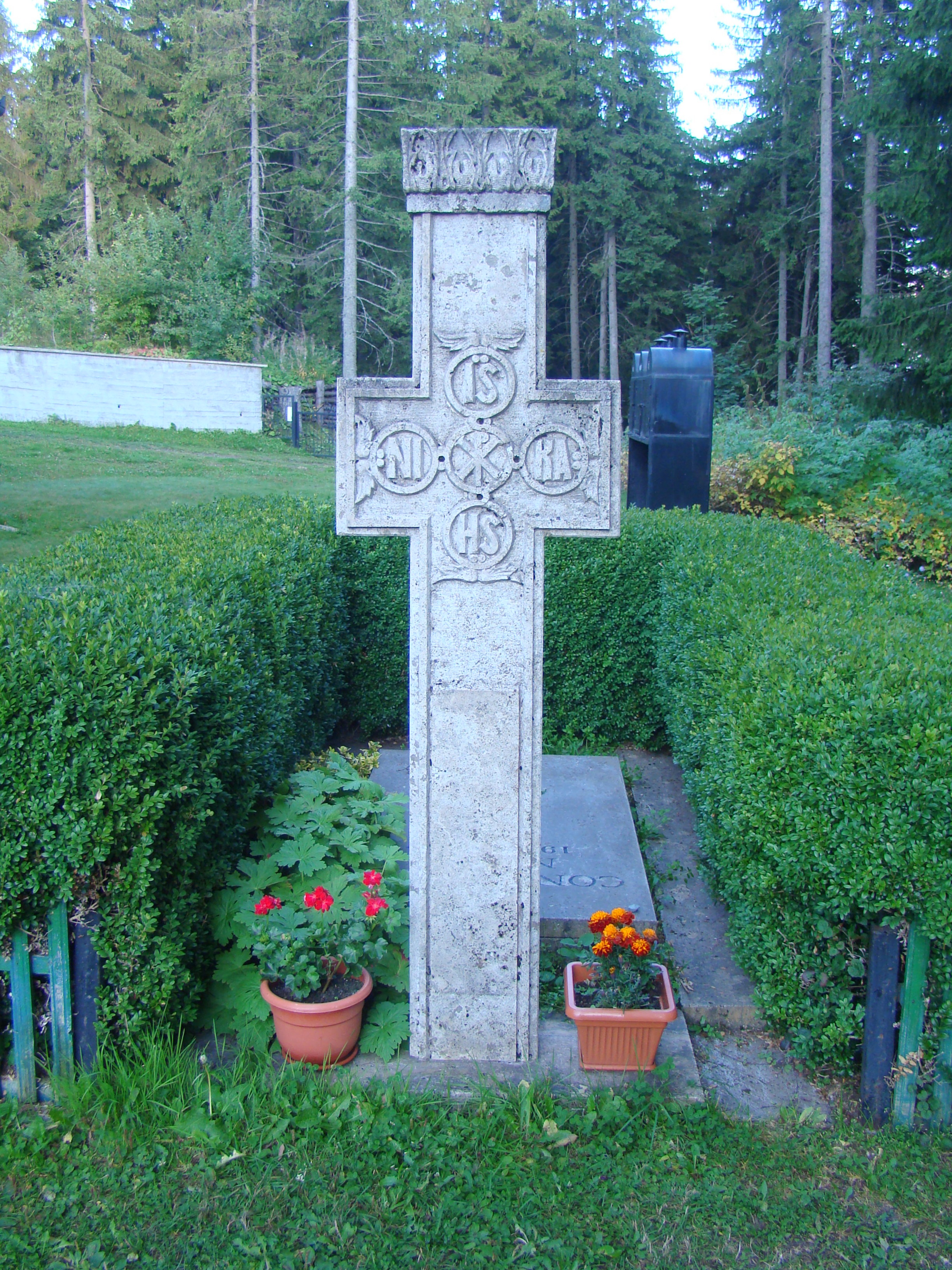
Mormântul lui Constantin Noica
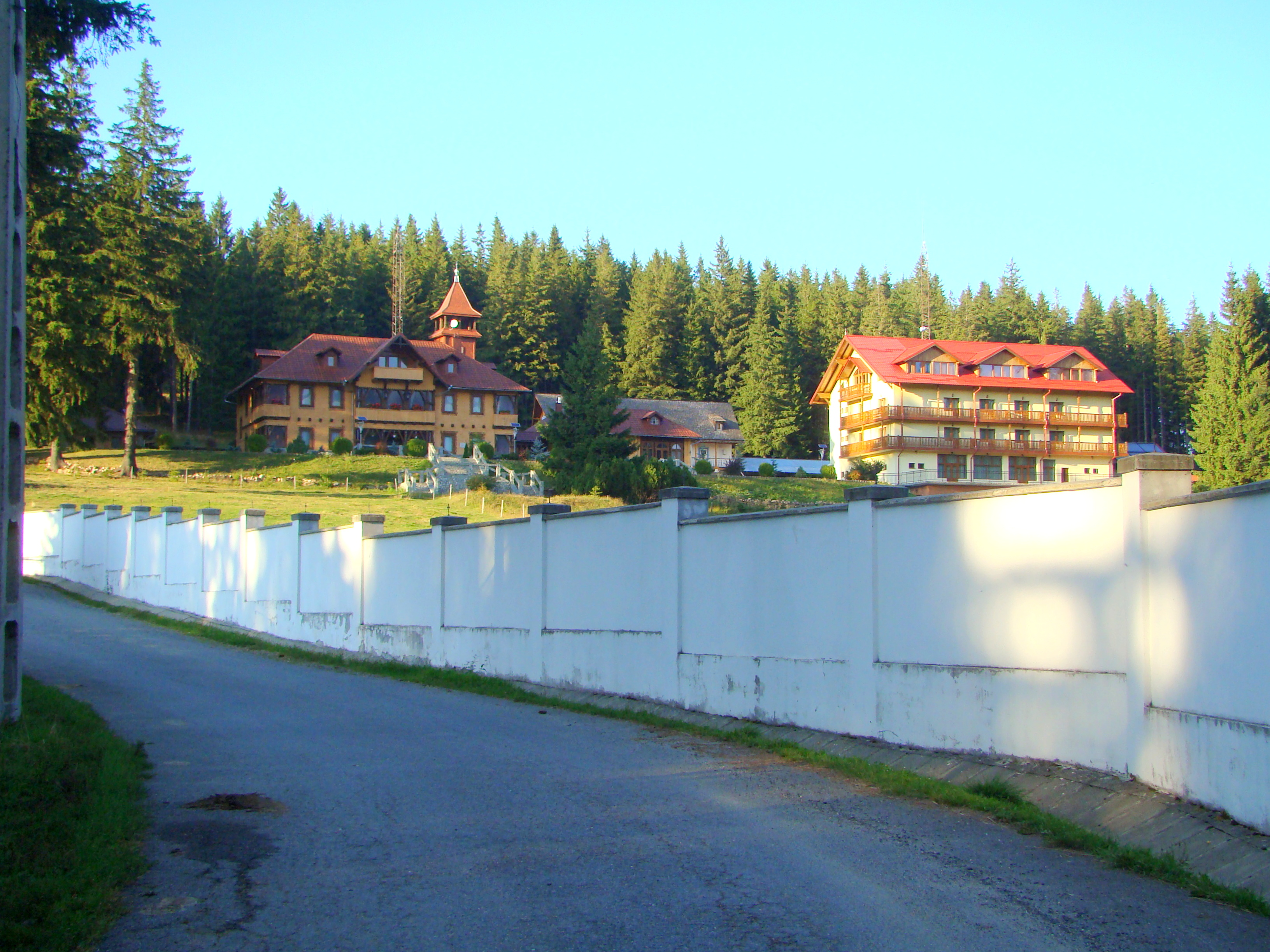
Complexul monahal
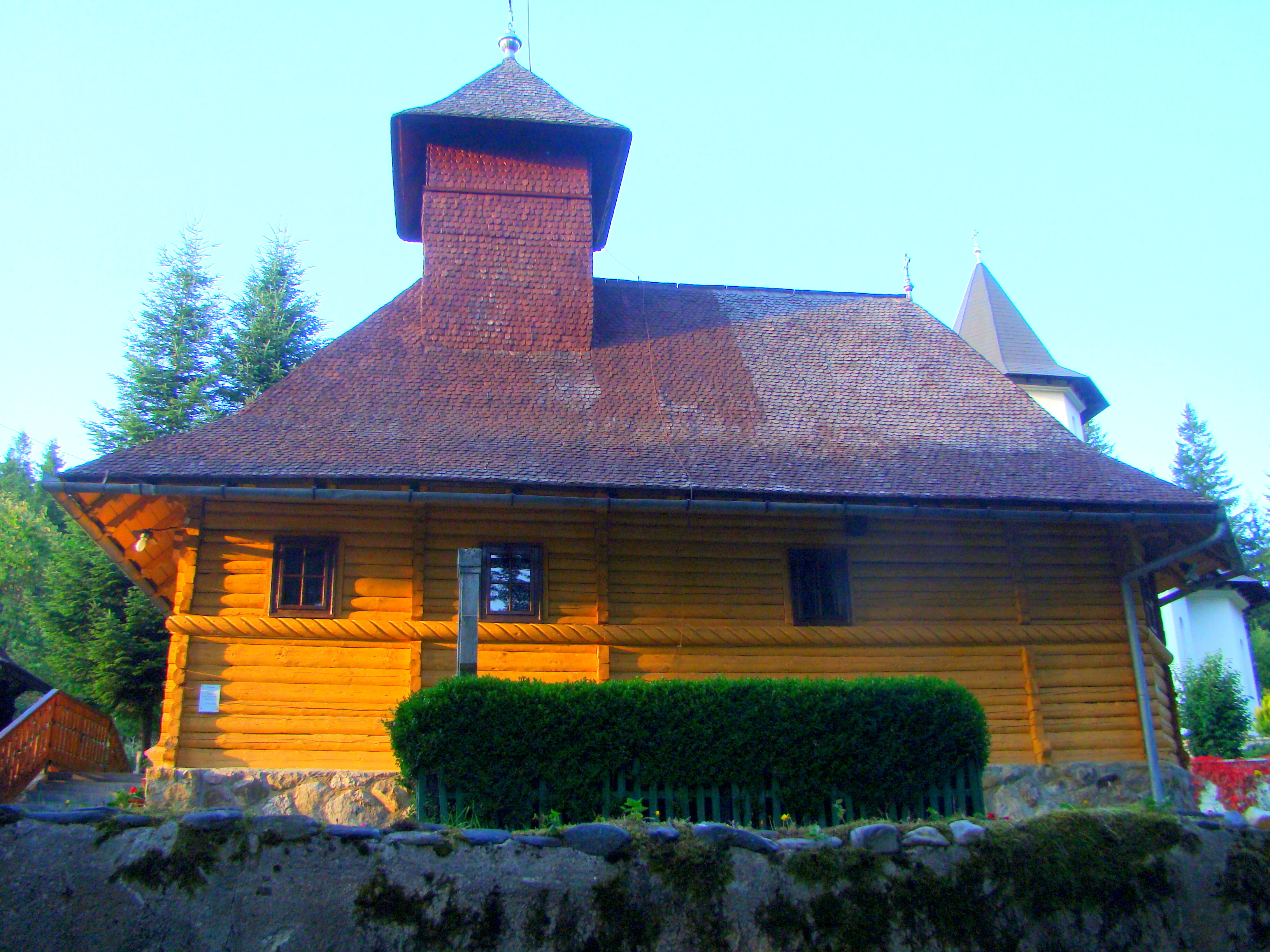
Biserica de lemn de la Schitul Păltiniș
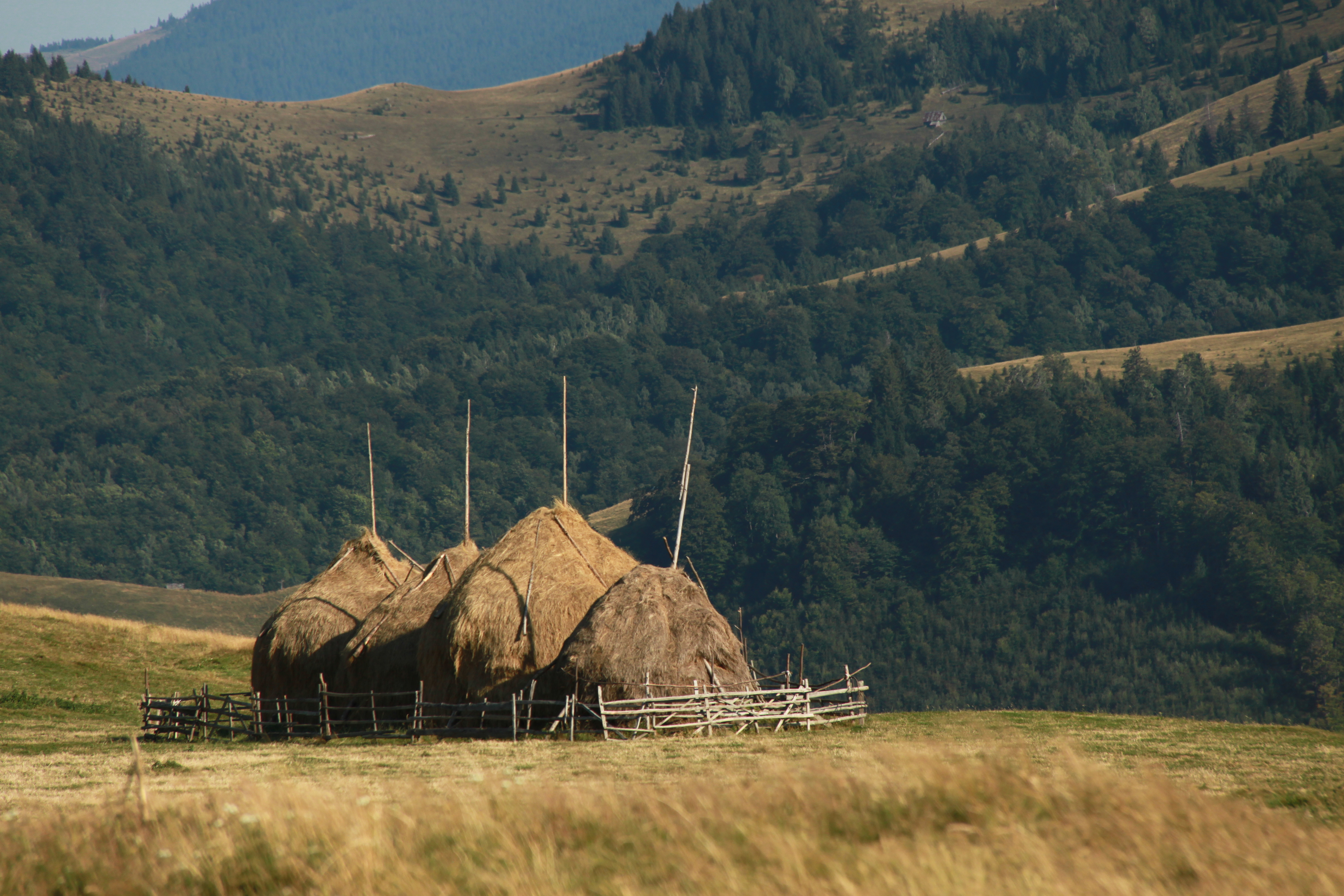